# Irma Goldberg
Irma Goldberg (født 1871, Moskva - død efter 1939) var en russisk-født kemiker. Hun var en af de første kvindelige organiske kemikere, der har haft og vedligeholdt en succesfuld karriere, og hun blev også citeret i hendes eget navn i standard lærebøger.

## Karriere
Hun rejste til Genéve i 1890'erne for at studere kemi på Université de Genève.
Hendes tidlige forskning inkluderer udvikling af en proces til af fjerne svovl og fosfor fra acetylen. Hendes første artikel om derivater af benzophenone, der blev skrevet sammen med den tyske kemiker Fritz Ullmann, blev udgivet i 1897. Hun forskede også og skrev en artikel (udgivet i 1904) om brugen af kobber som katalysator til fremstilling af fenylderivater af thiosalicylsyresyre, en proces kaldet ullmannreaktion; Goldberg er den eneste kvindelige forsker, der entydigt er blevet anerkendt for sit arbejde ved at lægge navn til en reaktion: Goldbergreaktion. Denne ændring af den traditionelle Ullmannreaktion var et stort fremskridt, da den var meget nyttig til fremstilling af kemiske forbindelser til forsøg i laboratorieskala. Hun koordinerede andre former for kemisk forskning med sin mand, Fritz Ullmann, i hvad de kaldte Ullmann-Goldbergsamarbbejdet.

## Privatliv
Ullmann blev i 1910 gift med kemikeren Fritz Ullmann som hun havde mødt i Genève.
Hendes præcise dødsdag er ukendt, men hendes navn optræder øverst på listen med personer der har skrevet på mindeordet for hendes afdøde mand Fritz i 1939 i en avis i Genéve.